# Тертенија
Тертенија (итал. Tertenia) је насеље у Италији у округу Нуоро, региону Сардинија.
Према процени из 2011. у насељу је живело 3045 становника. Насеље се налази на надморској висини од 129 м.

## Становништво
Према резултатима пописа становништва 2011. у општини је живело 3.815 становника.
| 1931. | 1936. | 1951. | 1961. | 1971. | 1981. | 1991. | 2001. | 2011. |
| ----- | ----- | ----- | ----- | ----- | ----- | ----- | ----- | ----- |
| 2.267 | 2.379 | 3.153 | 3.657 | 3.436 | 3.670 | 3.735 | 3.726 | 3.815 |